# Alexandre Soloviev (révolutionnaire)
Ne doit pas être confondu avec Alexandre Soloviev (historien).
Alexandre Soloviev, né le 30 août 1846 à Louga et mort par pendaison le 28 mai 1879, est un révolutionnaire qui tenta d'assassiner le tsar Alexandre II de Russie avec un revolver.

## Biographie
Alexandre Soloviev débuta le militantisme politique lors de ses études à l'université de Saint-Pétersbourg en 1865.
En 1876, il adhéra au mouvement révolutionnaire clandestin Terre et Liberté (Zemlia i Volia).
Alexandre Soloviev se rendit au matin du 20 avril 1879, afin d'assassiner le tsar. Ce dernier, marchant sur la place de l'État-major, aperçut le revolver de Soloviev et prit la fuite aussitôt. Alexandre Soloviev tira cinq fois avec son arme mais manqua sa cible. Aussitôt arrêté, il fut condamné à mort et pendu le 28 mai 1879 du calendrier julien (9 juin 1879 dans le calendrier grégorien).
Alexandre Soloviev aurait agi de son propre chef, mais d'autres révolutionnaires sont généralement soupçonnés d'avoir participé à cette tentative d'assassinat, notamment, Alexandre Kviatkovski qui fut arrêté à son tour quelques mois plus tard et condamné à mort lui aussi.